# Christophe Berra
Christophe Berra (ur. 31 stycznia 1985 roku, Edynburg, Szkocja) – piłkarz szkocki, grający na pozycji obrońcy w Ipswich Town.
Swoją karierę piłkarską rozpoczynał w roku 2002 w drużynie Heart of Midlothian. Przez kilka lat nie był zawodnikiem pierwszego składu drużyny, dopiero w sezonie 2005/2006 w meczu z Kilmarnock dostał szansę gry. Wtedy Hearts wygrali 2:0, i zakwalifikowali się o udział w barażach o fazę grupową Ligi Mistrzów. Po odejściu Craiga Gordona ze szkockiego klubu, przejął opaskę kapitana drużyny. Na początku lutego 2009 roku Berra przeszedł do Wolverhampton Wanderers
W reprezentacji Szkocji Berra zadebiutował 28 marca 2009 w meczu z Holandią. Wcześniej grał w zespole do lat 21.